# Malvastrum bicuspidatum
Malvastrum bicuspidatum es una especie de planta fanerógama perteneciente a la familia  Malvaceae.  Es originario de América.

## Descripción
Es una planta herbácea leñosa hacia la base (sufrútice), que alcanza un tamaño de 1 a 2 m de alto. El tallo con pelos ramificados. Las hojas son alternas, pecioladas, ovadas a ligeramente elípticas, por lo general de hasta 8 cm de largo, puntiagudas, margen aserrado, con pelillos simples o ramificados. La inflorescencia con las flores agrupadas en un racimo terminal algo arqueado y algunas solitarias en las axilas de las hojas superiores; pedicelos muy pequeños, de hasta 2 mm de largo; en la base de cada flor se presenta una bráctea cuyo ápice se divide en 2 ramas.  Los frutos son secos (llamados esquizocarpios) están compuestos de 9 a 13 piezas (llamadas mericarpos) que tienen forma de gajos y se disponen uno al lado del otro, formando una rueda; de 6 a 7 mm de diámetro; mericarpios con pelos o a veces sin pelos en el ápice, sus paredes laterales a veces con costillas, en la cara externa (el dorso) se presentan 2 puntas. Una semilla por mericarpio. Presenta un número de cromosomas de:  2n = 24.

## Distribución
Distribuida desde Arizona, en Estados Unidos a Oaxaca, en México.

## Sinonimia
- Malvastrum tricuspidatum var. bicuspidatum S.Watson[2]